# Şehzade Bayezid Osman
Şehzade Bayezid Osman Efendi (turco ottomano: بایزید عثمان; Parigi, 23 giugno 1924 – New York, 6 gennaio 2017) è stato un principe ottomano, noto dopo il 1934 anche come Osman Bayezid Osmanoğlu, figlio di Şehzade Ibrahim Tevfik, pronipote del sultano Abdülmecid I e 44º Capo della Casa Imperiale di Osman.

## Biografia

### Origini
Şehzade Bayezid Osman nacque a Parigi il 23 giugno 1924. Suo padre era Şehzade Ibrahim Tevfik, unico figlio di Şehzade Mehmed Burhaneddin e nipote del sultano ottomano Abdülmecid I. Sua madre era la quarta consorte del padre, Şadiye Hanim. Era il sestogenito e secondo maschio del padre, e il secondogenito e secondo maschio della madre. Aveva un fratello maggiore, quattro sorellastre maggiori e una sorellastra minore.
Nel 1924 la dinastia ottomana fu esiliata. Al momento dell'esilio, sua madre era incinta di lui di sei mesi e Bayezid Osman fu il primo principe ottomano a nascere in esilio, dopo dissoluzione dell'Impero ottomano. Per questo motivo, mentre venne chiamato così in segno di rispetto, non portò mai ufficialmente il titolo di Şehzade (principe). 

### Vita adulta
Bayezid Osman non si sposò né ebbe figli.
Nel 1934, dopo il varo della legge sul cognome, assunse il nome Osman Bayezid Osmanoğlu.
Il 23 settembre 2003, alla morte di Ertugrul Osman divenne il 44° Capo della Casa Imperiale di Osman. È stato anche il primo Capo della Casa di nascita esule.
Visse in Francia e in America, dove morì, a New York, il 6 gennaio 2017, a novantadue anni.
Servì nell'esercito americano e lavorò come bibliotecario. Era noto come una persona tranquilla e divertente, sempre disponibile verso i parenti e amante della cucina turca.
Dichiarava di non nutrire rancori verso il regime che esiliò la sua famiglia e che gli impedì per lungo tempo anche solo di visitare la Turchia, dicendosi felice di essere stato almeno concepito nella sua patria. L'unica sua amarezza riguardava il limite di 24 ore dato ai membri esiliati per lasciare il Paese, il che li costrinse a partire senza beni materiali e in seguito determinò la loro precaria situazione economica.
La sua morte venne annunciata sui social dal suo parente Abdulhamid Kayıhan Osmanoğlu.